# جوناثان هيل
جوناثان هيل (بالإنجليزية: Jonathan Hill, Baron Hill of Oareford)‏ (و. 1960 – م) هو سياسي، من المملكة المتحدة، ولد في لندن، هو عضوٌ في حزب المحافظين.

## مناصب
تولى منصب زعيم مجلس اللوردات ‏ (7 يناير 2013–15 يوليو 2014)، ومستشار دوقية لانكستر ‏ (7 يناير 2013–15 يوليو 2014).

## التعليم
تعلم في كلية الثالوث، كامبريدج، ومدرسة هايغيت ‏.

## جوائز
حصل على جوائز منها:
- نظير مدى الحياة [الإنجليزية]‏ (2010)
- قائد وسام الامبراطورية البريطانية.

## روابط خارجية
- جوناثان هيل على موقع مونزينجر (الألمانية)